# Річна лоція
Річнá лóція, річкова́ лоція — опис судноплавних умов річок у їх нормальному стані. Вона розділяється на загальну та спеціальну. Загальна річкова лоція говорить про умови плавання на внутрішніх водяних шляхах (річках, озерах, водосховищах), уміщає основні відомості, які необхідні для орієнтування при судноплавстві: опис характерних явищ, властивих кожній ріці, властивостей водного потоку, утворення підводних та надводних наносів, формування річкового русла та режиму річки. У спеціальних річкових лоціях даються відомості про умови плавання на конкретній річці, озері, водосховищі: гідрологічні та метеорологічні особливості плавання, опис суднового ходу (фарватеру) річки, знаків судноплавної обстановки, перепон, місць, призначених для зупинки суден (рейдів), підходів до причалів та пристаней, сховищ для сховку від шторму тощо.